# Аргудяев, Сергей Николаевич
Серге́й Никола́евич Аргудя́ев (11 января 1963, Кимры, Калининская область, РСФСР, СССР — 1 июня 2003) — советский и украинский футболист, нападающий.

## Карьера
Первый профессиональный клуб в карьере — московский «Спартак», чьим воспитанником он и являлся. В 17 лет дебютировал в Высшей лиге. Играл редко, поэтому пришлось сменить команду для получения игровой практики. Этой командой стал орджоникидзенский «Спартак», выступавший в то время в Первой лиге. Забив 13 мячей за неполный сезон, вновь получил возможность играть в Высшей лиге — его пригласили в московское «Динамо». Тем не менее, в основе не закрепился и через пару сезонов, вновь играл в Орджоникидзе. В последующем выступал за хмельницкое «Подолье», владивостокский «Луч», шепетовский «Темп». После распада СССР играл на Украине, где и завершил карьеру.
В Высшей лиге СССР провёл 28 игр, забил 3 мяча.
В Кубке УЕФА провёл 8 игр, забил 1 мяч.

## Достижения
- Серебряный призёр чемпионата СССР (2): 1981, 1983
- Бронзовый призёр чемпионата СССР: 1982
- Обладатель Кубка СССР: 1984
- Финалист Кубка СССР: 1982